# Luiz Razia
Luiz Tadeu Razia Filho (Barreiras, Bahía; 4 de abril de 1989) es un piloto de automovilismo de velocidad brasileño. Fue piloto de pruebas de Team Lotus en Fórmula 1 en 2011.

## Carrera deportiva

### Inicios
Razia comenzó su carrera de monoplazas en 2005 en la Fórmula 3 Sudamericana campeonato. De conducción para Dragão Motorsport, Razia terminó sexto en el campeonato de tomar seis podios, incluidas dos victorias en carrera. Durante este año también participó en la serie de Brasil de Fórmula Renault 2.0, terminando el décimo año en la clasificación.
Para 2006, Razia permaneció en la Fórmula 3 Sudamericana, teniendo en once podios y siete carreras ganadas para ganar el título por delante de Mario Moraes y Diego Nunes. También disputó tres carreras en el Masters Series de Fórmula 3000 Internacional de Charouz Racing, ganando tres de ellas con el octavo puesto en el campeonato. También se convirtió en un piloto novato para el A1 Team Brasil en la temporada 2006-07 de la A1 Grand Prix.

### Euroseries 3000
Al año siguiente, Razia se trasladó a Europa para competir en el campeonato de 3000 Euroseries. Comenzó la temporada con Fisichella Motor Sport, pero hizo un cambio a mediados de la temporada a Elk Motorsport, tras la salida de Alx Danielsson. Durante la temporada, tomó cuatro puestos en el podio y terminó tercero en la clasificación Euroseries y el cuarto en el campeonato italiano, que se desarrolló como parte de la serie principal. Razia también impugnó cuatro carreras en las World Series by Renault, cuando reemplazó a Ricardo Risatti en GD Racing.
En 2008, permaneció en Euroseries 3000 con ELK Motorsport, asociado al francés Nicolas Prost, hijo del cuatro veces Campeón del Mundo de Fórmula 1, Alain Prost. En el italiano de Fórmula 3000, una vez más la clasificación que terminó la temporada en cuarto lugar, teniendo tres podios incluyendo su primera victoria en Misano.

### GP2 Series
Hacia finales de 2006, Razia probado un coche de GP2 en Jerez para el equipo Racing Engineering, y en septiembre de 2008 puso a prueba una vez más para el equipo en el circuito Paul Ricard en el sur de Francia. Se confirmó el 2 de octubre de 2008 que Razia correrá para Trust Team Arden en la temporada 2008-09 de GP2 Asia Series. Se anotó su primeros puntos en Catar, con un 8 en la carrera de funciones y un 6.º en la carrera al sprint. En la última carrera de la temporada en Baréin, Luiz consiguió su primer triunfo, después de haber comenzado desde la pole (debido a la serie inversa sistema de red) como había terminado 8.º en la carrera principal del día anterior.
Firmó por Fisichella Motor Sport para competir en la GP2 Series principal en 2009. Después de su primer punto en el Autodromo Nazionale Monza durante la carrera principal, Razia llevado desde la pole para tomar su primera victoria en GP2, de una manera similar a su ganar en Baréin durante la GP2 Asia.
Razia se unió con Max Chilton en el equipo de Addax Barwa para la primera carrera de la temporada 2009-10 de GP2 Asia Series. En la temporada de GP2 Series 2010 participó con Rapax Team. Y también en la última carrera de la GP2 Asia Series fue contratado por Rapax Team para sumar algunos puntos, pero, no fue posible haciéndolo incluso mejor su compañero de equipo Vladimir Arabadzhiev.
En la temporada 2011 termina 12.º con 19 puntos, logrando como mejor resultado un 2.º puesto en el Circuito Urbano de Valencia.
Luiz Razia compite en la temporada 2012 con el equipo Arden International. Logró cuatro victorias y terminó subcampeón.

### Fórmula 1
En diciembre de 2009, se anunció oficialmente que Razia se sumaría al nuevo equipo Virgin como piloto de pruebas.
Durante la temporada 2011 de Fórmula 1, fue probador del equipo Team Lotus y se subió al monoplaza en los entrenamientos libres del GP de China.
Luego, Razia probó el Toro Rosso en los tests de jóvenes pilotos de 2012.
Para 2013 fue anunciado oficialmente como piloto de Marussia F1 Team como compañero de Max Chilton. Pero, tras sólo 23 días, la escudería terminó su contrato, al parecer por problemas con los patrocinadores de Razia, quien fue reemplazado por Jules Bianchi, extercer piloto de Force India en 2012.

## Resultados

### GP2 Asia Series
(Clave) (negrita indica pole position) (cursiva indica vuelta rápida puntuable)

| Año     | Escudería        | 1    | 1    | 2    | 2    | 3    | 3    | 4    | 4    | 5   | 5   | 6    | 6    | Pos. | Puntos | Ref.  |
| ------- | ---------------- | ---- | ---- | ---- | ---- | ---- | ---- | ---- | ---- | --- | --- | ---- | ---- | ---- | ------ | ----- |
| 2008-09 | Arden Motorsport | SHA  | SHA  | DUB  | DUB  | SAK1 | SAK1 | LOS  | LOS  | KUA | KUA | SAK2 | SAK2 | 13.º | 9      | [ 6 ] |
| 2008-09 | Arden Motorsport | Ret  | 17   | 10   | C    | 14   | 9    | 8    | 6    | Ret | Ret | 8    | 1    | 13.º | 9      | [ 6 ] |
| 2009-10 |                  | YMC1 | YMC1 | YMC2 | YMC2 | SAK1 | SAK1 | SAK2 | SAK2 |     |     |      |      | 26.º | 0      | [ 7 ] |
| 2009-10 | Barwa Addax Team | Ret  | 11   |      |      |      |      |      |      |     |     |      |      | 26.º | 0      | [ 7 ] |
| 2009-10 | Rapax Team       |      |      |      |      |      |      | Ret  | 13   |     |     |      |      | 26.º | 0      | [ 7 ] |
| 2011    | Team AirAsia     | YMC  | YMC  | IMO  | IMO  |      |      |      |      |     |     |      |      | 25.º | 0      | [ 8 ] |
| 2011    | Team AirAsia     | Ret  | 16   | Ret  | 14   |      |      |      |      |     |     |      |      | 25.º | 0      | [ 8 ] |

### GP2 Series
(Clave) (negrita indica pole position) (cursiva indica vuelta rápida puntuable)

| Año  | Escudería               | 1   | 1   | 2   | 2   | 3   | 3   | 4   | 4   | 5   | 5   | 6   | 6   | 7   | 7   | 8   | 8   | 9   | 9   | 10  | 10  | 11  | 11  | 12  | 12  | Pos. | Puntos | Ref.   |
| ---- | ----------------------- | --- | --- | --- | --- | --- | --- | --- | --- | --- | --- | --- | --- | --- | --- | --- | --- | --- | --- | --- | --- | --- | --- | --- | --- | ---- | ------ | ------ |
| 2009 | Fisichella Motor Sport  | BAR | BAR | MON | MON | EST | EST | SIL | SIL | NÜR | NÜR | BUD | BUD | VAL | VAL | SPA | SPA | MNZ | MNZ | ALG | ALG |     |     |     |     | 19.º | 8      | [ 9 ]  |
| 2009 | Fisichella Motor Sport  | 16  | 12  | 13  | 10  | Ret | 20  | 20† | Ret | Ret | 14  | Ret | Ret |     |     |     |     |     |     |     |     |     |     |     |     | 19.º | 8      | [ 9 ]  |
| 2009 | PPR.com Scuderia Coloni |     |     |     |     |     |     |     |     |     |     |     |     | Ret | 13  |     |     | 8   | 1   | 10  | 17  |     |     |     |     | 19.º | 8      | [ 9 ]  |
| 2010 | Rapax Team              | BAR | BAR | MON | MON | EST | EST | VAL | VAL | SIL | SIL | HOC | HOC | BUD | BUD | SPA | SPA | MNZ | MNZ | YMC | YMC |     |     |     |     | 11.º | 28     | [ 10 ] |
| 2010 | Rapax Team              | 7   | 2   | 7   | 5   | 5   | 2   | Ret | Ret | Ret | 15  | Ret | 13  | 10  | Ret | 16  | 10  | Ret | 10  | 7   | 2   |     |     |     |     | 11.º | 28     | [ 10 ] |
| 2011 | Caterham Team AirAsia   | EST | EST | BAR | BAR | MON | MON | VAL | VAL | SIL | SIL | NÜR | NÜR | BUD | BUD | SPA | SPA | MNZ | MNZ |     |     |     |     |     |     | 12.º | 19     | [ 11 ] |
| 2011 | Caterham Team AirAsia   | 6   | 18  | Ret | Ret | Ret | 20  | 6   | 2   | 17  | 14  | Ret | 14  | 3   | 7   | Ret | Ret | 10  | 9   |     |     |     |     |     |     | 12.º | 19     | [ 11 ] |
| 2012 |                         | KUA | KUA | SAK | SAK | SAK | SAK | BAR | BAR | MON | MON | VAL | VAL | SIL | SIL | HOC | HOC | BUD | BUD | SPA | SPA | MNZ | MNZ | SIN | SIN | 2.º  | 222    | [ 12 ] |
| 2012 | Arden International     | 1   | 5   | 2   | 4   | 4   | 2   | 8   | 1   | 15  | 6   | 3   | 1   | 5   | 1   | 7   | 10  | 3   | 3   | 6   | 20  | Ret | 16  | 5   | 4   | 2.º  | 222    | [ 12 ] |

### Fórmula 1
| Año     | Escudería  | 1   | 2   | 3      | 4   | 5   | 6   | 7   | 8   | 9   | 10  | 11  | 12  | 13  | 14  | 15  | 16  | 17  | 18  | 19     | Pos. | Puntos |
| ------- | ---------- | --- | --- | ------ | --- | --- | --- | --- | --- | --- | --- | --- | --- | --- | --- | --- | --- | --- | --- | ------ | ---- | ------ |
| 2011    | Team Lotus | AUS | MYS | CHN TD | TUR | ESP | MON | CAN | EUR | GBR | GER | HUN | BEL | ITA | SIN | JPN | RCO | IND | ABU | BRA TD |      |        |
| Fuente: |            |     |     |        |     |     |     |     |     |     |     |     |     |     |     |     |     |     |     |        |      |        |